# 2-я улица Бебеля
Вторая улица Бебеля расположена в Северном административном округе города Москвы на территории Савёловского района. 2-я улица Бебеля расположена между Писцовой и 2-й Квесисской улицами.

## Происхождение названия
До революции носила название 2-я Церковная улица. В 1922 году переименована в честь Августа Бебеля (1840—1913) — деятеля германского и международного рабочего движения, социал-демократа, одного из основателей СДПГ.

## Транспорт

### Наземный общественный транспорт
По 2-й улице Бебеля общественный транспорт не ходит. Ближайшие остановки:
- «2-я улица Бебеля» автобуса 82 — на Писцовой улице.
- «Петровско-Разумовский пр.» автобуса т29 — на 2-й Квесисской улице.
- «Петровско-Разумовский пр.» автобусов 22, 692 — на Петровско-Разумовском проезде.

### Метро
- Станции метро «Динамо» Замоскворецкой линии и «Петровский парк» Большой кольцевой линии — у Ленинградского проспекта примерно в километре к западу от улицы.
- Станции метро «Савёловская» Серпуховско-Тимирязевской линии и «Савёловская» Большой кольцевой линии — на пересечении Сущёвского вала и Бутырской улицы примерно в километре к востоку от улицы.

### Железнодорожный транспорт
- Савёловский вокзал — на пересечении Сущёвского вала и Бутырской улицы примерно в километре к востоку от улицы.
- Платформа «Савёловская» Алексеевской соединительной ветви Московской железной дороги — восточнее улицы, на площади Савёловского Вокзала.